# Выживание мертвецов
«Выживание мертвецов» (англ. Survival of the Dead) — фильм о зомби Джорджа Ромеро, шестой в его серии о живых мертвецах. Фильм сюжетно связан с предыдущим фильмом Ромеро — «Дневники мертвецов» (2008). Действие обоих фильмов происходит во время глобального нашествия зомби. Героями «Выживания мертвецов» является группа резервистов из Национальной гвардии США, появлявшаяся в одном из эпизодов «Дневников». Резервисты пытаются найти убежище на острове у берегов Северной Америки и оказываются ввязанными в войну между местными семейными кланами, разошедшимися в своем отношении к зомби.
Это был последний фильм Ромеро перед его смертью в 2017 году.
Фильм был выпущен на DVD в Великобритании 15 марта 2010 года, позже в США в рамках сервиса Video on Demand 30 апреля 2010 года. Ограниченный показ фильма прошёл в 20 кинотеатрах США 28 мая 2010.

## Сюжет
На небольшом острове североамериканского побережья восстали мёртвые, грозя всему живому.
Однако, островитяне не могут решиться сами уничтожить своих любимых, несмотря на растущую опасность от тех, кому они когда-то были дороги.
Среди них находится один несогласный О’Флинн (Кеннет Уэлш), который начинает охотиться на всех зомби, которых он только сможет найти, но его изгоняют с острова за убийство своих соседей и друзей.
На материке, горя желанием отомстить, он встречает небольшую группу уцелевших солдат в поисках оазиса, на котором они хотят начать новую жизнь. Едва пережив нападение толпы хищных пожирателей плоти, они забираются на наводнённый зомби паром и отплывают на остров. Там они, к своему ужасу, обнаруживают, что местные взяли мёртвых к себе домой, чтобы жить с ними «нормальной» жизнью.
Жители острова открывают огонь по гостям, убив солдата Кенни (Эрик Вулф) и ранив полковника Крокетта (Алан Ван Спранг). Полковник, Патрик О’Флинн и солдаты хотят убить Шеймуса Малдуна (Ричард Фицпатрик). Солдат Франциско (Стефано Колачитти) пропадает. Вскоре его находит Томбой (Афина Карканис). Оказывается, что Франциско заражён и Томбой (по просьбе самого солдата) убивает его. Томбоя забирают люди Малдуна.
Крокетт, парень (Девон Бостик), Патрик О’Флинн и его сторонники спасают Томбой, О’Флинн погибает от рук Малдуна, перед смертью застрелив своего убийцу из дерринджера.

## В ролях
- Алан Ван Спранг[10] — полковник «Никотин» Крокетт / Col. «Nicotine» Crockett
- Кеннет Уэлш[англ.][10] — Патрик О’Флинн / Patrick O’Flynn
- Кэтлин Манро[10] — Джанет О’Флинн / Janet O’Flynn; Джейн О'Флинн / Jane O'Flynn
- Девон Бостик[10] — Парень / Boy
- Ричард Фицпатрик[10] — Шеймус Малдун / Seamus Muldoon
- Стефано Колачитти[10] — Франсиско / Francisco
- Афина Карканис[10] — Сорванец / Tomboy
- Шалар Мадади[11] — Зомби-рабочий / Zombie Construction Worker
- Джорис Джарски[англ.][11] — Чак / Chuck
- Мэтт Бёрман[11] — Лем Малдун / Lem Muldoon
- Эрик Вулф[англ.] — Кенни / Kenny